# Deutsche Rechtschreibung

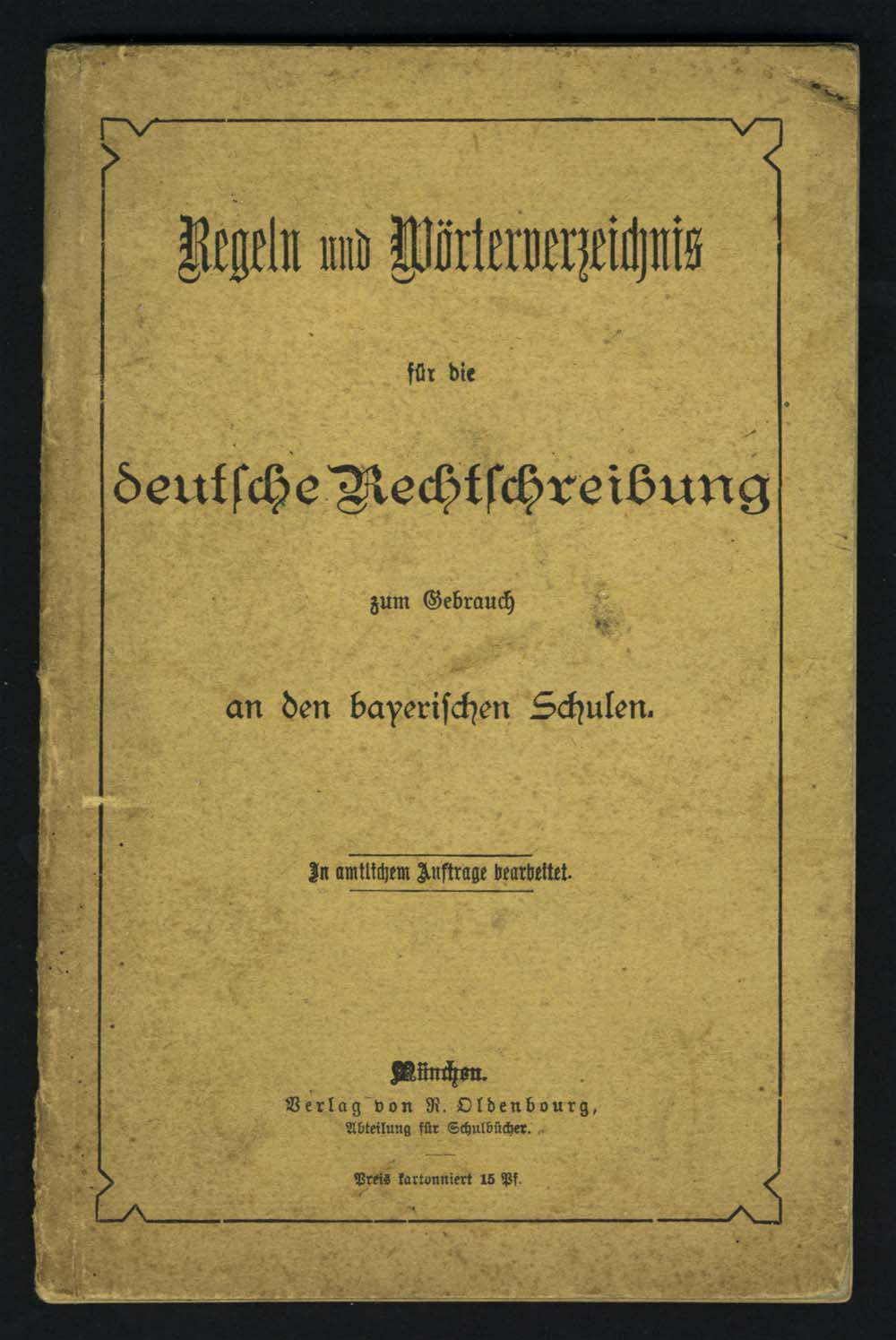
Das erste bayerische Regelbuch von 1879

Als deutsche Rechtschreibung wird die Rechtschreibung der deutschen Standardsprache bezeichnet. Die im offiziellen Schriftverkehr, das heißt für Behörden und Schulen, derzeit verbindliche Rechtschreibung wird seit der Rechtschreibreform von 1996 mit einem offiziellen Regel- und Wörterbuch festgelegt. Dies geschieht seit der Ausgabe von 2006 durch den Rat für deutsche Rechtschreibung. Regelungen über die richtige Schreibung für den Unterricht in den Schulen fallen in die Zuständigkeit der Länder.

## Merkmale deutscher Rechtschreibung
Während im Deutschen aus dem geschriebenen Wort in der Regel seine Aussprache abgeleitet werden kann, ist das umgekehrt nur bedingt der Fall. Dies liegt an der Groß- und Kleinschreibung, den zu setzenden Dehnungszeichen und Doppelkonsonanten und weiteren Erschwernissen wie zum Beispiel den unterschiedlichen Schreibweisen, die für den Lautwert des Buchstaben x gewählt werden müssen.

### Schreibung von Substantiven
Substantive und substantivierte Wörter werden großgeschrieben. Zusammengesetzte Wörter, insbesondere Substantive werden zusammengeschrieben, so Haustür oder Tischlampe. Alternativ ist bei langen Zusammensetzungen eine Schreibung mit Bindestrich möglich. Bindestriche stehen bei langen Zusammensetzungen und um das Aufeinandertreffen vieler gleicher Laute zu vermeiden, z. B. „Tee-Ernte“. Bilden ein Substantiv und ein zugehöriges Adjektiv zusammen einen feststehenden Begriff, so werden beide Wörter großgeschrieben, z. B. Westfälischer Friede.

### Dehnungszeichen
- Das lange i wird oft durch den Doppellaut ie wiedergegeben, so die, sie, Liebe, hier. Der Doppellaut basiert teilweise auf dem mittelhochdeutschen Diphthong /iə/, der im frühen Hochdeutsch verloren ging (so bei mhd. liebe und hier). Oft ist dies jedoch nicht der Fall und die ie-Dehnung erscheint erst im späteren Neudeutsch, so z. B. die, viel, Friede (mittelhochdeutsch di, vil, vride). In den Wörtern Viertel, vierzehn, vierzig gibt das ie einen kurzen Vokal wieder. Ie steht nie am Anfang eines Wortes, so heißt es z. B. Igel oder Ire.
- Auch ein stummes h zeigt Vokaldehnung an. Gelegentlich lässt sich das h etymologisch erklären, so z. B. in sehen und zehn (mhd. sëhen und zëhen/zên). In anderen Wörtern hat es jedoch keine etymologische Begründung, so z. B. in gehen oder mahlen (mhd. gen, maln). Gelegentlich folgt das Dehnungs-h noch auf ein Dehnungs- ie oder einen bereits langen Diphthong. Dies kann etymologisch begründet sein wie in Vieh (mittelhochdeutsch vihe) oder rauh (mhd. ruh) oder auch nicht.
- Die Buchstaben a, e, o werden gelegentlich verdoppelt, um eine Dehnung anzuzeigen, so in Saat, See oder Moor.[2]

### Doppelkonsonanten
- Ein Doppelkonsonant nach einem Vokal zeigt an, dass der Vokal kurz ist, so wird das a in Kamm kurz und in kam lang gesprochen.
- Der Konsonant k wird nicht verdoppelt, sondern durch ck ersetzt
- Der Konsonant z wird ebenfalls nicht verdoppelt, sondern durch tz ersetzt.
- Das scharfe ß zeigt ebenfalls einen langen Vokal an.[2]

### X-Laute
Der Buchstabe x wird für alte deutsche Wörter selten verwendet. Ausnahmen sind das Wort Hexe, Axt und Nix oder Nixe. Häufig ist der Buchstabe x bei Lehnwörtern wie Text, Mixtur, Taxi oder Xylophon. Für den x-Laut werden in der Regel andere Buchstabenkombinationen verwendet, wie:
- chs:  häufig in alten deutschen Wörtern, insbesondere Tiernamen, entspricht der mittelalterlichen Buchstabenkombination hs. Beispiele sind Fuchs, Dachs, Lachs, Ochse, Wachs, wachsen, wechseln (mhd. vuhs/fuhs, dahs, lahs, ohse, wahs, wahsen, wëhseln).[3]
- ks und cks: in wenigen Wörtern wie Keks, Koks, piksen, Klecks, Mucks, Knicks (in der Regel englische oder niederdeutsche Wortherkunft)
- gs: in Wörtern wie anfangs, unterwegs

Teilweise gehört das s zur Wortendung (für Adverbien) eines auf g, k oder ck auslautenden Wortstamms, wie bei anfang-s, unterweg-s, link-s.
Regelungen für das Setzen von Dehnungszeichen und Doppelkonsonanten haben sich im Laufe der Zeit immer wieder geändert, wie der folgende Abschnitt über die Geschichte zeigt, und waren auch Gegenstand der Rechtschreibreform von 1996.

## Geschichte

### Vom Mittelalter bis zum 18. Jahrhundert
Die ersten erhaltenen schriftlichen Zeugnisse der deutschen Sprache stammen aus dem 8. Jahrhundert (siehe Deutschsprachige Literatur). Das lateinische Alphabet diente als Grundlage für die Verschriftung. Dabei war die Schwierigkeit zu überwinden, dass es nicht für alle deutschen Laute, zum Beispiel die Umlaute, eigene Schriftzeichen gab. Um das Jahr 1000 legt Notker von St. Gallen seiner Rechtschreibung phonetisch-phonologische Beobachtungen zugrunde (Notkersches Anlautgesetz). Die Interpunktion entwickelt sich ab dem Hochmittelalter. Ab 1300 wird die Virgel als Satzzeichen genutzt, und Großbuchstaben werden allmählich eingesetzt, um Anfänge zu markieren. Ab dem 14. Jahrhundert verdrängte das Deutsche zunehmend das Lateinische als Kanzleisprache.
Mittelhochdeutsche Texte sind einfach und phonetisch geschrieben. Die Dehnungs- und Doppelbuchstaben, die die heutige Rechtschreibung erschweren, gibt es nicht oder kaum. Lang gesprochene Vokale werden (in modernen Ausgaben) gelegentlich mit einem Zirkumflex (^), Makron (¯) oder ähnlich gekennzeichnet. So hat Wolfram von Eschenbach nach Karl Lachmanns Ausgabe di, si, in, im, ir, himel, snel, kan, sêle, hâr, lêre, êre statt wie heute üblich die, sie, ihn, ihm, ihr, Himmel, schnell, kann, Seele, Haar, Lehre und Ehre.

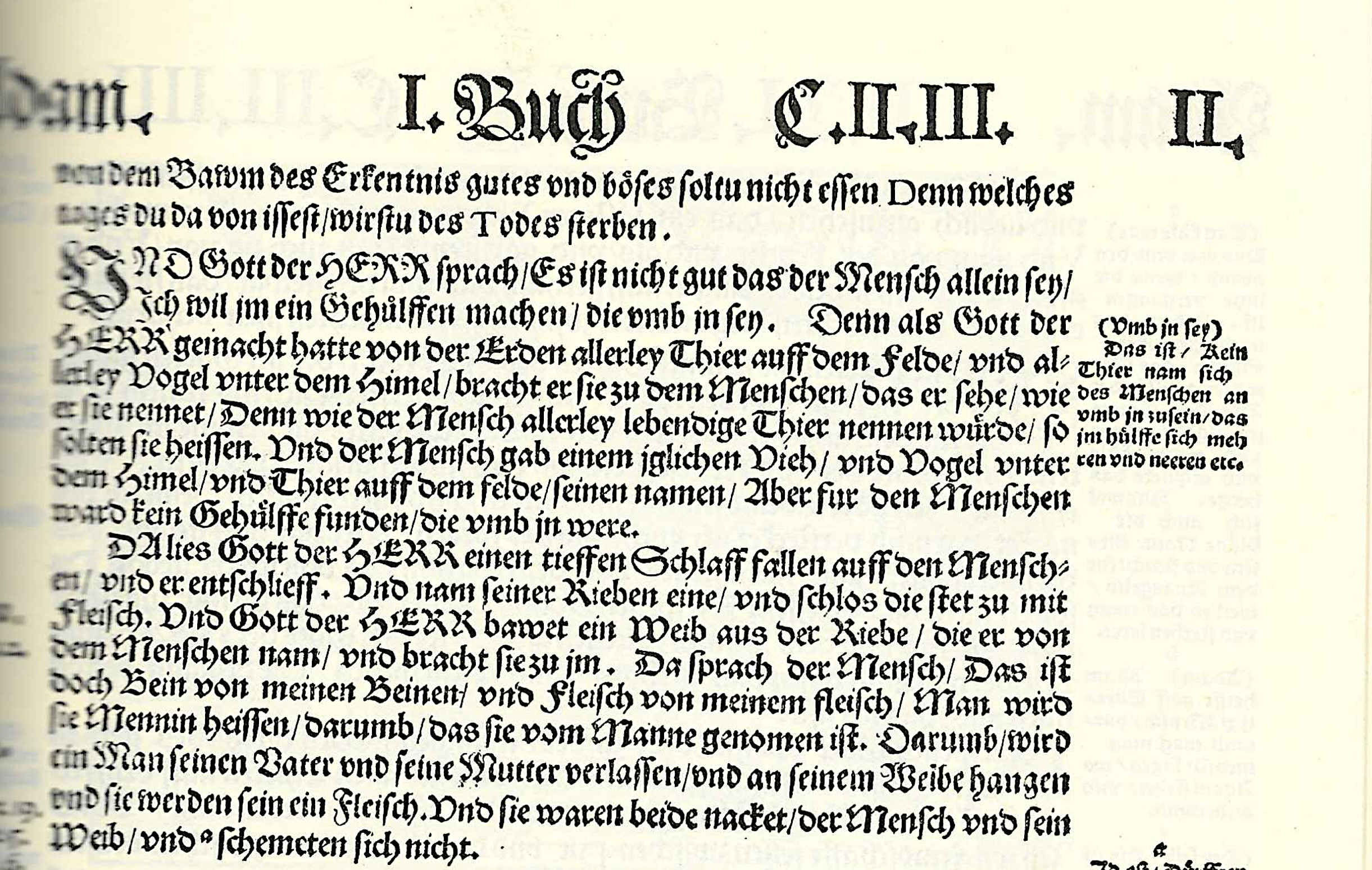
Ausschnitt aus der Lutherbibel (Adam und Eva)

Mit dem Buchdruck wurde die Frakturschrift in Deutschland üblich. Bei Luther sind die heute üblich gewordenen Dehnungen und Dopplungen größtenteils bereits anzutreffen. Eine Unterscheidung zwischen dass und das gibt es bei Luther jedoch noch nicht, wie ja auch unsere Nachbarländer keine solche Unterscheidung treffen bei der Konjunktion und dem Pronomen (mittelalterliches Latein beides quod: z. B. videtur quod non bei Thomas von Aquin, Englisch beides that [als Artikel jedoch the], Französisch beides que). In Luthers Bibelübersetzung (Adam und Eva) heißt es:
UND Gott der HERR sprach / Es ist nicht gut das der Mensch allein sey/ Ich will jm ein Gehülffen machen / die umb jn sey. Denn als Gott der HERR gemacht hatte von der Erden allerley Thier auff dem Felde / und allerley Vogel unter dem Himel / bracht er sie zu dem Menschen / das er sehe / wie er sie nennet / Denn wie der Mensch allerley lebendige Thier nennen würde / so solten sie heissen. Und der Mensch gab einem jglichen Vieh / und Vogel unter dem Himel / und Thier auff dem felde / seinen namen / Aber fur den Menschen ward kein Gehülffe funden / die umb jn were.

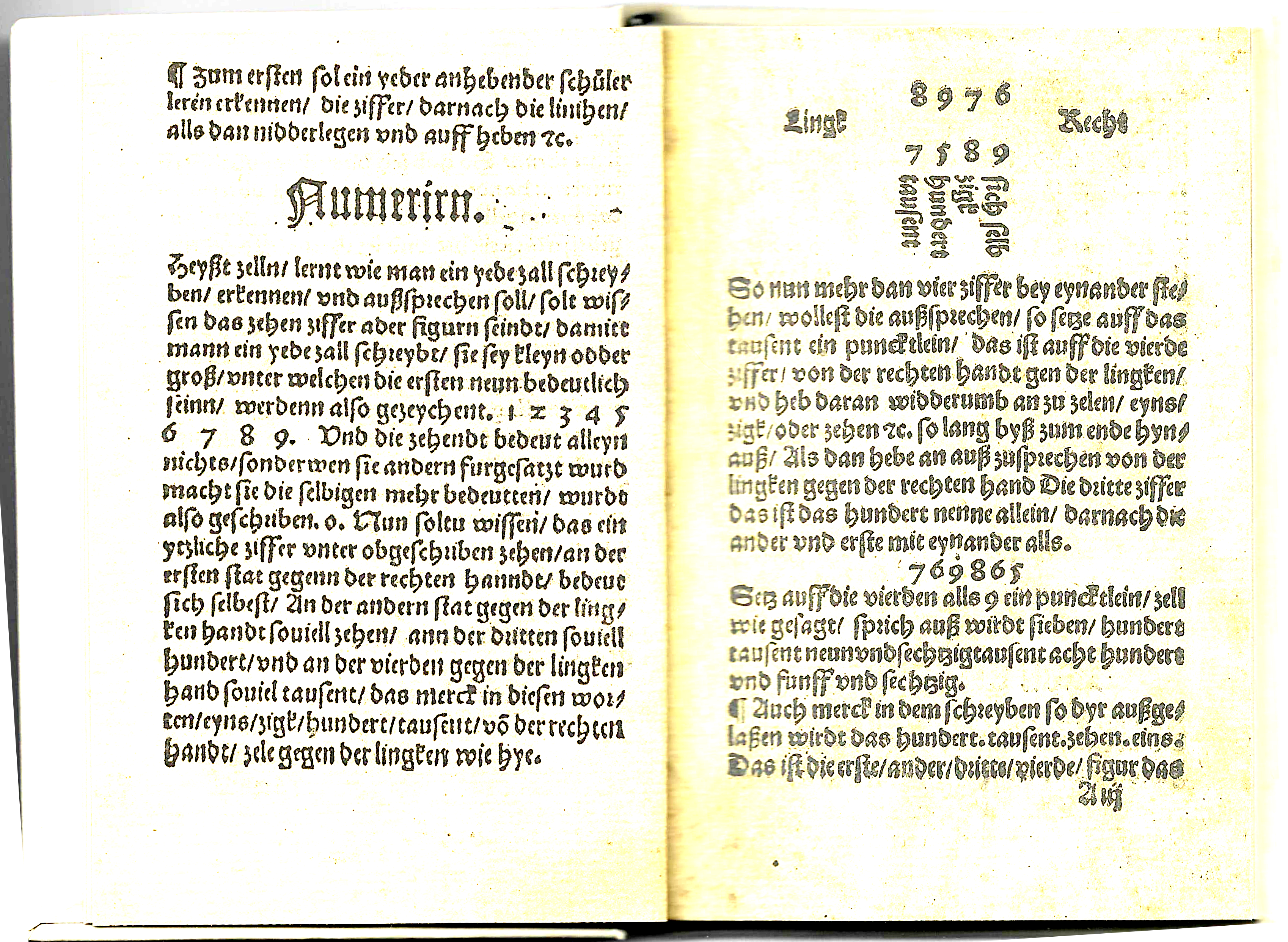
Adam Ries: Auf der Linien

Die Betonung von zahlreichen Wörtern und meist von Substantiven durch Großschreibung findet man bei Luthers Zeitgenossen Adam Ries nicht. Er schreibt in seinem bereits 1518 erschienenen Werk vom Rechnen auf der linihen außer Satzanfängen alles klein. Auch er kennt keine Unterscheidung zwischen dass und das:
So nun mehr dan vier ziffer bey eynander stehen / wollest die aussprechen / so setze auff das tausent ein puncktlein / das ist auff die vierde ziffer / von der rechten handt gen der lingken / und heb daran widderumb an zu zelen / eyns / zigk / oder zehen ec. So lang byß zum ende hyn auß. Als dan hebe an auß zusprechen von der lingken gegen der rechten hand. Die dritte ziffer das ist das hundert nenne allein / darnach die ander und erste mit einander alle.
Luthers Bibelübersetzung hatte ab 1522 einen sehr großen Einfluss auf die hochdeutsche Schriftsprache. Diese basierte wiederum nach Luthers Aussage auf der sächsischen Kanzleisprache.
In Texten des 16. bis 18. Jahrhunderts finden sich noch in großer Zahl Doppelkonsonanten an heute nicht mehr gebräuchlichen Stellen, so zum Beispiel „auff“ statt „auf“ oder „Kampff“ statt heute „Kampf“. Anstelle der Verdoppelung wurden bei bestimmten Konsonanten auch Kombinationen mit anderen Konsonanten verwendet, die noch heute gebräuchlich sind, etwa tz statt zz, ck statt kk oder dt statt dd. Außerdem verwendete man manchmal die Schreibweisen aw statt au, äw statt äu, ew statt eu sowie ay statt ai, ey statt ei bei mit diesen Diphthongen auslautenden Silben (zum Beispiel „new“ statt „neu“; das „W“ ist dabei noch als das ursprüngliche „Doppel-U“ zu verstehen). Diese in der Rechtschreibung seit rund 200 Jahren nicht mehr verwendeten alten Formen (sog. Letternhäufelung) sind teilweise noch in Familien- und Ortsnamen (zum Beispiel „Pfeiffer“, „Speyer“) sowie in den Namen der Bundesländer Bayern und Baden-Württemberg erhalten.

Ein Beispiel für die Rechtschreibung des 17. Jhdts. bietet der 1668 erschienene Roman „Der abenteuerliche Simplicissimus“ von Grimmelshausen. Die Groß- und Kleinschreibung folgt dort im Wesentlichen bereits modernen Regeln. Die Konjunktion daß wird vom Relativpronomen das unterschieden. Die Satzzeichen entsprechen jedoch noch dem Schriftbild bei Luther. Der Anfang des Romans lautet:
ES eröffnet sich zu dieser unserer Zeit (von welcher man glaubt / daß es die letzte seye ) unter geringen Leuten eine Sucht / in deren die Patienten / wann sie daran kranck ligen / und so viel zusammengeraspelt und erschachert haben / daß sie neben ein paar Hellern im Beutel / ein närrisches Kleid auff die neue Mode / mit tausenderley seidenen Banden / antragen können / oder sonst etwan durch Glücksfall mannhafft und bekant worden / gleich Rittermässige Herren / und Adeliche Personen von uhraltem Geschlecht seyn wollen; da sich doch offt befindet / daß ihre Vor-Eltern Tagelöhner / Karchelzieher und Lastträger : ihre Vettern Eseltreiber : ihre Brüder Büttel und Schergen : ihre Schwestern Huren : ihre Mütter Kupplerin / oder gar Hexen : und in Summa …

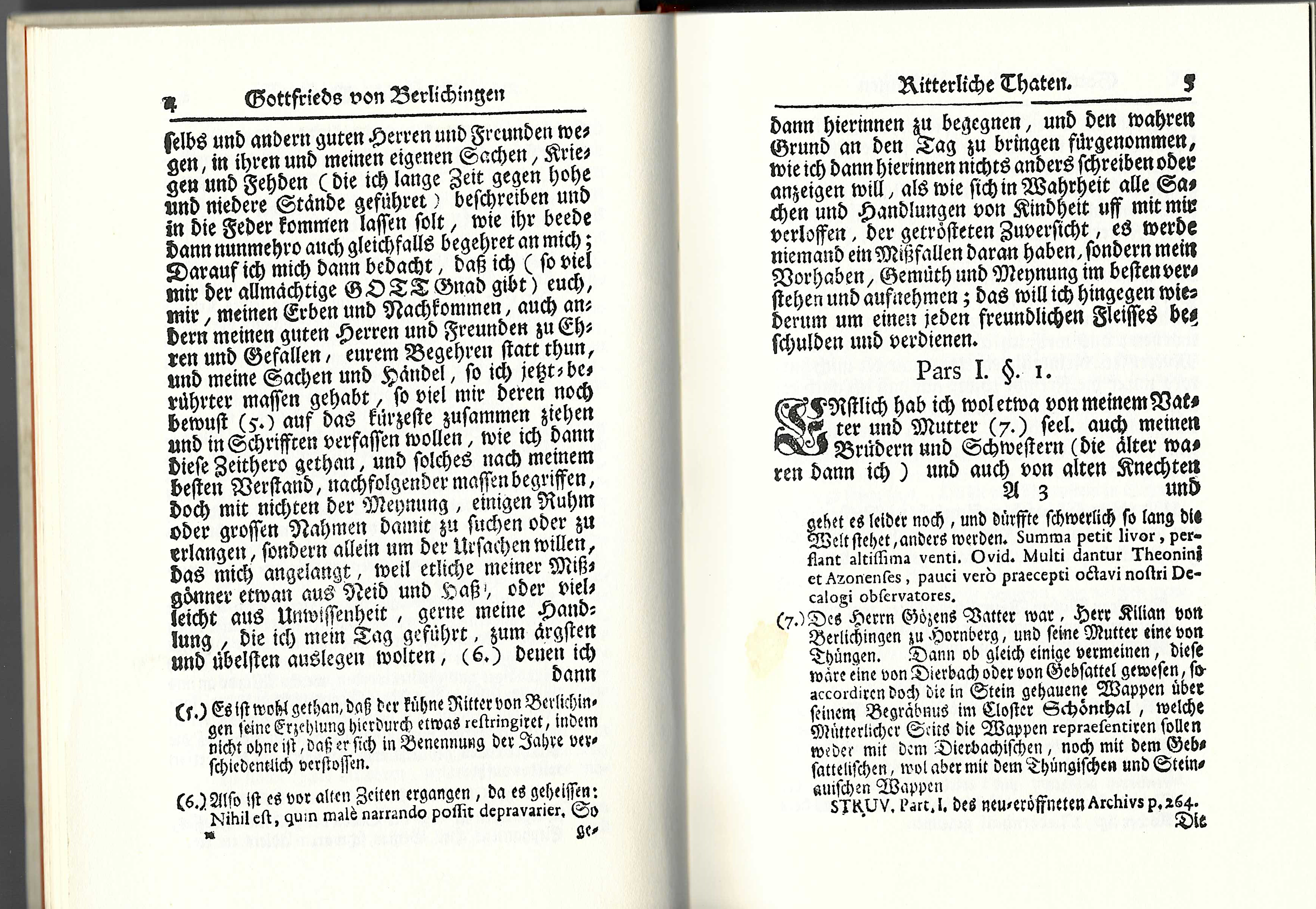
Aus Lebensbeschreibung des Ritters Götz von Berlichingen mit der eisernen Hand, 1731

Die Rechtschreibung am Anfang des 18. Jhdts. demonstriert die 1731 im Druck erschienene „Lebens-Beschreibung Herrn Gözens von Berlichingen, Zugenannt mit der Eisern Hand“. Hier werden bereits die heute üblichen Satzzeichen verwendet, ey- und ay-Laute finden sich nur noch selten, aber für „auf“ heißt es wahlweise „auff“, „uf“ oder „uff“. Dopplungen und Dehnungen entsprechen nicht dem heutigen Gebrauch. Einen guten Eindruck einer Schreibweise des späten 18. Jahrhunderts vermittelt der aus vielen Quellen in Originalorthographie verfügbare „Urfaust“ Goethes.
Bis ins 18. Jahrhundert und darüber hinaus gab es keine allgemein verbindliche Rechtschreibung. Jede Person schrieb im Rahmen allgemeiner Regeln spontan so, wie sie es persönlich gerade für richtig hielt. Wenn sie sich nicht sicher war, änderte sie die Schreibweise unter Umständen im selben Text, wenn nicht sogar im selben Satz. Dabei orientierte sie sich neben der eigenen Schulbildung an verschiedensten Vorbildern, insbesondere auch an den amtlichen Bekanntmachungen. Auf diese Weise bildeten sich – ausgehend von den staatlichen Kanzleien – Trends und regionale Unterschiede heraus. Sie führten ab etwa der Mitte des 18. Jahrhunderts dazu, dass man sich von den alten Verdoppelungsregeln langsam immer mehr verabschiedete.
1788 veröffentlichte Johann Christoph Adelung Orthographievorschläge, die zu Beginn des 19. Jahrhunderts die Grundlage für den Rechtschreibunterricht in den deutschen Schulen bildeten. Sie schränkten unter anderem den bis dahin oft überschwänglichen Gebrauch des ß ein, waren aber im Detail nicht unwidersprochen.

### 19. Jahrhundert

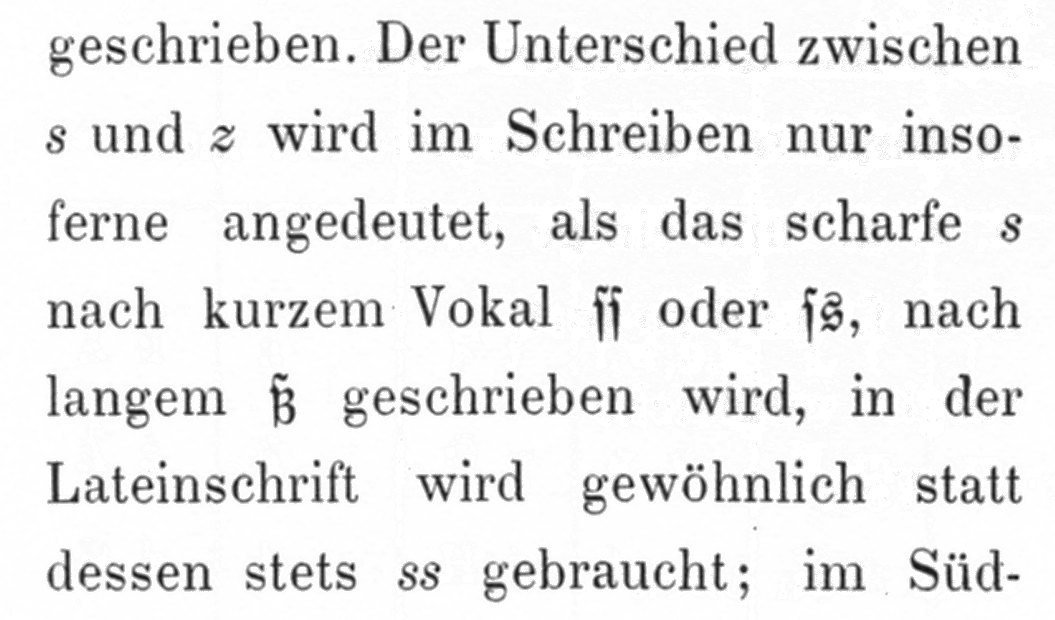
Aus dem „Buch der Schrift“, Wien 1880; s und z sind Lautschrift, wie heute IPA

Noch bis ins frühe 19. Jahrhundert wurde statt des heutigen ei in vielen Wörtern ey oder eÿ geschrieben (zum Beispiel „bey“ oder „beÿ“ statt „bei“). Die Schreibweise war im Rahmen der Verdoppelung aus eij entstanden. Das j war ursprünglich lediglich eine Nebenform des i, die am Wortanfang oder -ende benutzt wurde.

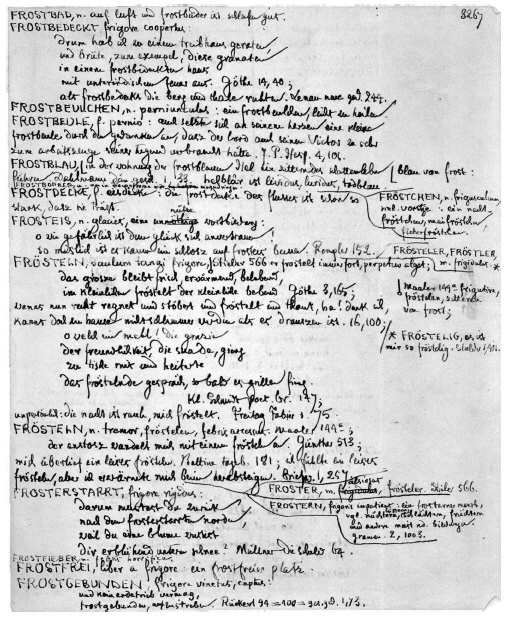
Seite aus dem Manuskript Jacob Grimms zum Deutschen Wörterbuch

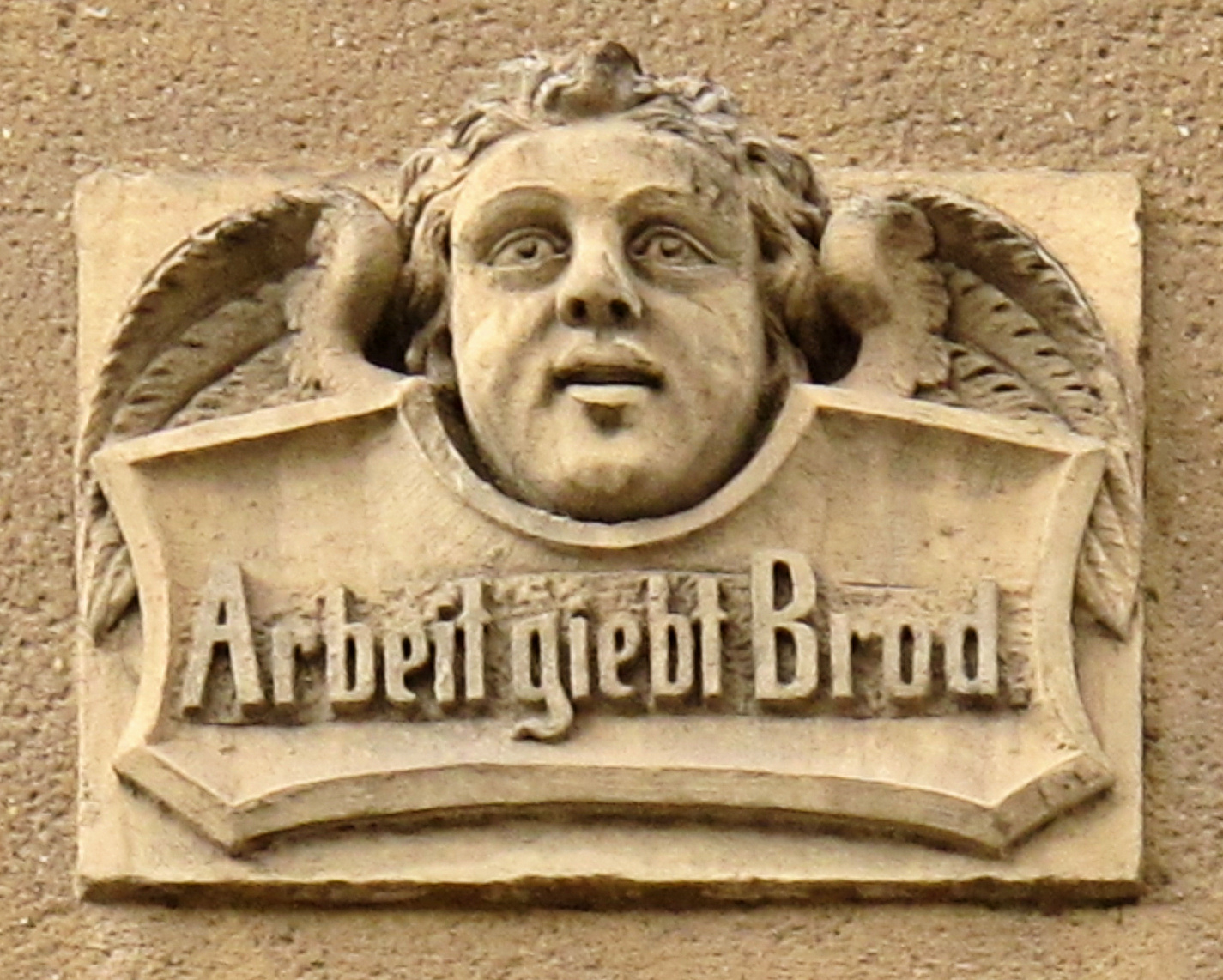
Wohnhausdetail Ende 19. Jahrhundert

Die Wissenschaftler und Literaten, die sich intensiv mit der deutschen Sprache befassten, hatten recht unterschiedliche Zielvorstellungen zur Rechtschreibung. Sie reichten von „Schreib, wie du sprichst!“ bis zu extrem historischer Schreibweise, beispielsweise Leffel statt Löffel, weil hier kein o zum Umlaut wurde, sondern das voranstehende l ein ursprüngliches e verfärbt hat.

Die Gebrüder Grimm, die mit ihrem Deutschen Wörterbuch einen Meilenstein der deutschen Linguistik setzten, propagierten und praktizierten eine gemäßigte Kleinschreibung mit extrem sparsamem Gebrauch großer Anfangsbuchstaben. Jacob Grimm beklagt in seinem Aufsatz „Über das Pedantische in der deutschen Sprache“ (1847) weiterhin die Häufung unnützer Dehnlaute und Konsonantenverdopplungen, die dazu inkonsequent verwendet werden, so dass gleich nebeneinanderstehende Wörter unterschiedlich geschrieben werden:
Der Franzose schreibt nous, vous, der Italiener noi voi, der Däne vi I, der Pole my wy, (nur) der Deutsche hat den pedantischen Unterschied gemacht wir und ihr. Nicht anders setzt er grün und kühn, schnüren aber führen, Heer, Meer, Beere aber wehre und nähre, schwöre, Haar aber wahr, Jahr, welchen Wörtern überall gleicher Laut zusteht. Von schaffen bilden wir die dritte Person schafft, in dem Substantiv Geschäft lassen wir den einfachen Laut.
Er hält diese Verdopplungs- und Dehnlaute in der Regel für historisch unbegründet und weist regelmäßig nach, dass sie im Mittelalter noch nicht vorhanden waren.
Ab etwa 1850 gab es Beratungen, die zur Entstehung von Orthographieanweisungen für Schulen führten (Hannover 1854, Leipzig 1857, Württemberg 1860, Preußen 1862, Bayern 1863, Österreich 1868).
Nach der Reichsgründung von 1871 wurde der Ruf nach Vereinheitlichung der Regeln lauter.
Im Januar 1876 tagte in Berlin auf Einladung des preußischen Kultusministers Adalbert Falk die I. Orthographische Konferenz „zur Herstellung größerer Einigung in der Deutschen Rechtschreibung“, an der außer Vertretern der Staaten des Deutschen Reiches auch Delegierte aus Österreich und der Schweiz teilnahmen. Nach teilweise weitgehenden Vorschlägen einigte man sich sehr maßvoll. Die Beschlüsse wurden aber in den Staaten des Reichs nicht umgesetzt.
1879 und 1880 erfolgte die Veröffentlichung der bayerischen und preußischen offiziellen Regelbücher, die dann mit geringen Veränderungen auch im übrigen Deutschland angenommen wurden. 1879 erfolgte in Österreich die erstmalige Einführung der dort bis 1901 gültigen heyseschen s-Schreibung.
Nach diesen Regelbüchern sollten die vormals uneinheitlich geschriebenen Verben auf -iren und -ieren nun alle auf -ieren enden. Das vormals übliche th in Endungen auf -tum und -tüm, wie Altertum oder Ungetüm, sollte entfallen, in anderen Wörtern wie That, Thor und Unterthan aber erhalten bleiben. Weiterhin entfiel die Vokalverdopplung in einigen Wörtern wie Ware, Schar, blieb aber in anderen wie Paar erhalten. Die häufige Endung -niß oder -nis wie in Gleichnis sollte künftig durchgängig -nis geschrieben werden. Einige Vorschläge setzten sich nicht durch, so sollten die Pluralformen von Substantiven auf -ie wie Theorie, Sympathie wieder mit doppeltem e geschrieben werden (Theorieen, Sympathieen) und die Buchstabenkombination -schst ganz entfallen, also „du wünscht“ statt „du wünschst“. Unterschiede zwischen den bayrischen und preußischen Regelungen bestanden beim Umgang mit dem C bei Wörtern lateinischen Ursprungs. In Bayern wurden Cs konsequent durch Z und K ersetzt, aus Centrum wurde also beispielsweise Zentrum. Preußen ließ die lateinischen Cs zunächst unangetastet.

Die Neuerungen riefen insgesamt eine starke Opposition hervor, an der sich sogar der deutsche Reichstag und Fürst Bismarck beteiligten, letzterer durch einen Erlass vom 28. Februar 1880, in dem er die Beamten seines Ressorts „bei gesteigerten Ordnungsstrafen“ aufforderte, nicht von der hergebrachten Rechtschreibung abzugehen. Trotzdem urteilt Meyers Konversationslexikon (1893–1897) in dem Artikel Rechtschreibung:
Ungeachtet dieser Opposition hat sich doch durch die ungeheure Macht der Schule und des Buchdrucks die neue Rechtschreibung rasch in den weitesten Kreisen Bahn gebrochen, und es ist kaum zu bezweifeln, dass die nächste Generation nur noch nach der neuen Rechtschreibung schreiben wird.
Dazu trug auch die Arbeit Konrad Dudens bei. Mit der Erstellung und Herausgabe (1880) seines orthographischen Wörterbuchs mit dem Titel Vollständiges Orthographisches Wörterbuch der deutschen Sprache – Nach den neuen preußischen und bayerischen Regeln propagierte er – als Einzelperson – eine Synthese aus den einzelstaatlichen (insbesondere preußischen und bayerischen) Schulvorschriften.

### 20. Jahrhundert

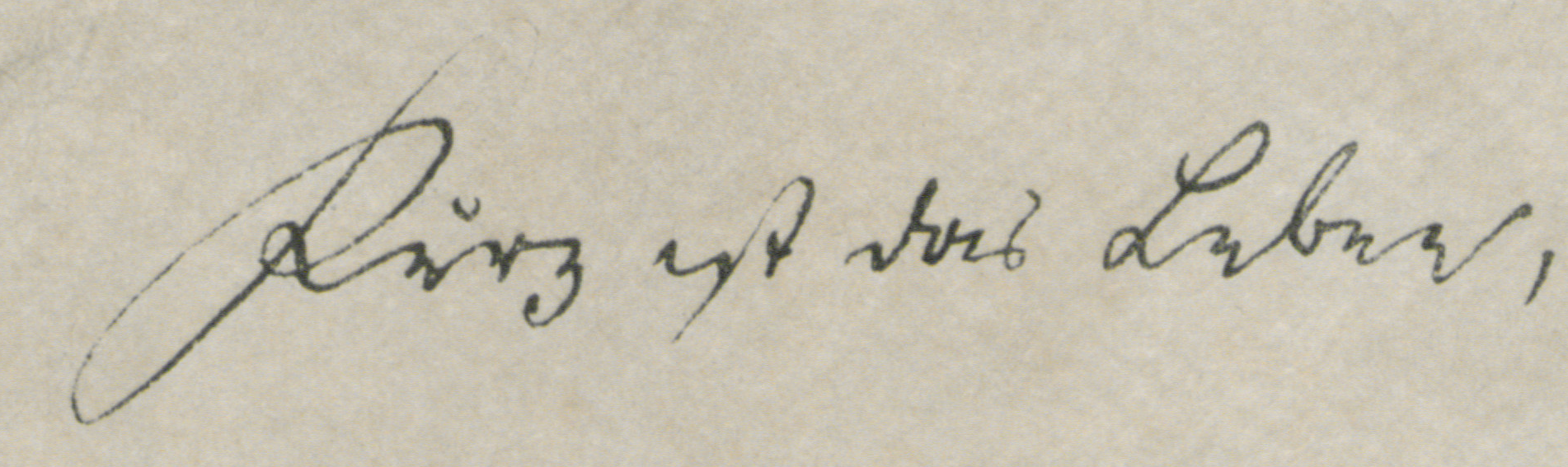
„Kurz iſt das Leben“ Lang-s (hier als ſt-Ligatur) und Schluss-s in Kurrentschrift des frühen 19. Jh.

Dreißig Jahre nach der deutschen Reichsgründung von 1871 wurde auf der II. Orthographischen Konferenz von 1901 die deutsche Schriftsprache erstmals einheitlich geregelt. Eine wichtige Veränderung war die endgültige Abschaffung des th in Wörtern deutschen Ursprungs wie bei thun, Thür, Thal. Dass die th-Schreibung in Wörtern griechischen Ursprungs wie Thron und Theater beibehalten wurde, wurde oft dem persönlichen Einwirken des deutschen Kaisers Wilhelm II. zugeschrieben. Verhältnismäßig viele Wortschreibungen betraf die Einführung von Variantenschreibungen und Neuschreibungen bei Fremdwörtern mit c: In den allermeisten Wörtern durfte und in vielen musste sogar nun auch z oder k (je nach Aussprache) geschrieben werden (Akzent neben Accent). Dudens Wörterbuch blieb maßgeblich, als der Bundesrat 1902 für das gesamte Deutsche Reich verbindliche „Regeln für die Deutsche Rechtschreibung nebst Wörterverzeichnis“ erließ. Die neue Orthographie nach Duden wurde per Erlass zum 1. Januar 1903 in den Behörden und am 1. April 1903 in den Schulen verbindlich eingeführt. Sie wurde aber auch in Österreich und der Schweiz beachtet.
Zu Beginn des 20. Jahrhunderts verfasste der Germanist Joseph Lamertz das sogenannte Kosog’sche Diktat, das die meisten Zweifelsfälle der deutschen Rechtschreibung enthält und durch Oskar Kosog eine weite Verbreitung erfuhr. Kosogs kleine Schrift Unsere Rechtschreibung und die Notwendigkeit ihrer gründlichen Reform (1912) machte einer größeren Öffentlichkeit den bleibenden Reformbedarf deutlich.
Eine Einschränkung der großen Anzahl von eingeführten und zugelassenen Variantenschreibungen und weitergehende Regelungen zur Zeichensetzung, die bei der II. Orthographischen Konferenz nicht beschlossen wurden, wurden von Konrad Duden 1915 durch Integration des „Buchdruckerduden“ in den allgemeinen Duden eingeführt.
Als in den 1920er Jahren viele Traditionen kritisch hinterfragt wurden, gab es auch Forderungen nach einer grundlegenden Reform der deutschen Rechtschreibung. So schlug ein Autor namens A. Schmitz 1920 in der Zeitschrift des Allgemeinen Deutschen Sprachvereins unter der Artikelüberschrift „Was muß eine neue Rechtschreibung leisten?“ vor, die Darstellung der Vokaldehnungen zu vereinfachen, v und ph durch f zu ersetzen und die Schreibweise von Fremdwörtern an deutsche Ausspracheregeln anzupassen, wo beispielsweise g nicht als [g] gesprochen wird oder h stumm bleibt.
Weitgehend unbekannt blieb, dass in der Zeit des Nationalsozialismus durch Reichserziehungsminister Bernhard Rust der Versuch einer Rechtschreibreform unternommen wurde. Neue Regeln der Reform der deutschen Rechtschreibung von 1944 lagen gedruckt in einer Million Exemplaren vor, wurden aber nicht mehr umgesetzt. Eine nachhaltige Auswirkung auf das Erscheinungsbild deutschsprachiger Texte hatte die allgemeine Einführung der Lateinschrift. Bis Anfang des 20. Jahrhunderts hatten im Druck gebrochene Schriften, handgeschrieben die Sütterlinschrift und andere Kurrentschriften dominiert. Die zunehmende Verwendung von Antiquaschriften und ihres handgeschriebenen Gegenstücks, der lateinischen Schreibschriften, war zunächst von den Nationalsozialisten noch heftiger bekämpft worden als von anderen nationalistischen Kreisen. 1941 erfolgte eine Kehrtwendung: Hitler ordnete die sofortige Umstellung auf Antiqua an. In dem Zusammenhang wurden die im Prinzip einfachen, insgesamt aber umfangreichen Bestimmungen bedeutungslos, die den Einsatz von Lang-s (ſ) und Schluss-s regelten.
In den folgenden Jahrzehnten wurde die deutsche Rechtschreibung de facto von der Redaktion des „Duden“ weiterentwickelt. Nach dem Zweiten Weltkrieg wurde diese Tradition in Leipzig und in Mannheim doppelt fortgeführt (Ost- und West-Duden). In Westdeutschland griffen zu Beginn der 1950er Jahre einige Verlage das faktische Dudenmonopol an, indem sie Wörterbücher mit abweichenden Schreibweisen herausbrachten. Daraufhin erklärten die Kultusminister der westdeutschen Bundesländer den Duden per Beschluss vom November 1955 in allen orthographischen Zweifelsfällen für verbindlich.
Die Dudenredaktion ging einerseits konservativ vor, indem sie es als ihre primäre Aufgabe betrachtete, im Wörterbuch den vorherrschenden Sprachgebrauch zu dokumentieren. Andererseits entwickelte sie im Regelwerk zur Klärung immer neuer Zweifelsfälle immer feinere Verästelungen.
Die fachwissenschaftliche Debatte politisierte sich im Gefolge der 1968er-Bewegung: Eine normierte Rechtschreibung wurde als repressiv und als Mittel der sozialen Selektion kritisiert. Reformvorschläge bemühten sich nun nicht mehr nur um die Klärung von Zweifelsfällen, sondern wollten die deutsche Rechtschreibung grundlegend vereinfachen und dadurch insbesondere das Schreibenlernen vereinfachen.
Vielen Vorschlägen gemeinsam war die Forderung nach „gemäßigter Kleinschreibung“: Die generelle Großschreibung von Substantiven sollte abgeschafft, die von Eigennamen dagegen beibehalten werden. Eine solche Reform hatte nach dem Zweiten Weltkrieg Dänemark durchgeführt.
Allerdings ergab eine vielbeachtete Untersuchung in den Niederlanden, dass eine dem Deutschen entsprechende Groß- und Kleinschreibung einen großen Einfluss auf die Lesegeschwindigkeit hat. Die Probanden waren mit einer solchen Groß- und Kleinschreibung in der Lage, Texte in ihrer Muttersprache sehr viel schneller zu lesen als in gemäßigter Kleinschreibung. (Darstellung und Literaturhinweise in der Grammatik das Wort / der satz.) Als Reaktion wurde in verschiedenen europäischen Ländern, darunter Großbritannien, darüber diskutiert, eine dem Deutschen entsprechende Groß- und Kleinschreibung einzuführen. Die Diskussionen verliefen jedoch ausnahmslos im Sande.
In der Zeit nach Gründung der Bundesrepublik Deutschland (BRD) 1949 war die Wahrung der sprachlichen Einheit mit der neuen Deutschen Demokratischen Republik (DDR) ein Motiv zur Unterlassung neuerlicher Reformversuche. Im Gefolge der Entspannungspolitik der bundesdeutschen Regierung konnte sich jedoch ab 1980 der Internationale Arbeitskreis für Orthographie zusammenfinden, dem Fachleute aus diesen beiden Staaten, Österreich und der Schweiz angehörten.
Bald nach der Deutschen Wiedervereinigung kam es zu der Rechtschreibreform von 1996. Anders als beispielsweise in Frankreich mit der Académie française gab es im deutschen Sprachraum keine aus Tradition zur Sprachbeobachtung und -regelung berufene Instanz. Eine entsprechende Einrichtung wurde nach anhaltender Kritik an der Reform von 1996 mit dem Rat für deutsche Rechtschreibung erst 2004 geschaffen, deren erste Aufgabe, zunächst die strittigsten Bereiche der bestehenden Neuregelung der Rechtschreibung zu überarbeiten, im Februar 2006 abgeschlossen wurde.

### Gegenwart
Amtlich gültig in den deutschsprachigen Ländern ist die Rechtschreibung laut dem amtlichen Regelwerk des Rates für deutsche Rechtschreibung.
Mit der Reform der deutschen Rechtschreibung von 1996 wurde dieser Rat und in diesem Zuge ein präskriptives Regelwerk geschaffen, das nach einer kleinen Überarbeitung im Jahr 2004 und einer größeren im Jahr 2006 seit 2007 für Schulen in Deutschland und in ähnlicher Form auch in Österreich und der Schweiz verbindlich ist. Seit 1999 ist das Regelwerk auch für die deutschen Bundesverwaltungen verbindlich.
Das modifizierte Regelwerk trat in Deutschland am 1. August 2006 amtlich in Kraft. Vor allem bei Fremdwörtern, aber auch in etlichen anderen Fällen, sind auch in der neu eingeführten Rechtschreibregelung viele Variantenschreibungen zugelassen worden (z. B. Orthographie/Orthografie). Um innerhalb eines Werkes oder einer Werkreihe eine einheitliche Rechtschreibung zu gewährleisten, empfiehlt sowohl die Duden- als auch die Wahrig-Redaktion nur eine dieser Varianten, allerdings in einigen Fällen nicht dieselbe. Die Empfehlungen sind in den jeweiligen Rechtschreibwörterbüchern gekennzeichnet, Wahrig brachte zusätzlich ein spezielles Wörterbuch heraus. Die Arbeitsgemeinschaft der deutschsprachigen Nachrichtenagenturen hat eine Liste mit Empfehlungen herausgegeben, die größtenteils mit den Duden- und den Wahrig-Empfehlungen übereinstimmt; wenn die beiden Empfehlungen voneinander abweichen, wählt sie mal die eine, mal die andere Variante.
Außerhalb von Schule und amtlichem Schriftverkehr steht es heute wie in historischen Zeiten jeder Person frei, zu schreiben wie sie möchte. Dies demonstrieren nicht nur die sozialen Netzwerke, sondern auch zahlreiche Schriftsteller, die seit jeher von den Ausdrucksmöglichkeiten des Schriftbilds reichen Gebrauch machten (siehe zum Beispiel Arno Schmidts Prosaformen). In der Alltagskommunikation über Whatsapp und Soziale Netzwerke werden Rechtschreibregeln oftmals bewusst gebrochen und Emojis gehören zum Basis-Vokabular. Der Duden folgt hier dem Trend und legt fest, wohin das Emoji gehört: nämlich hinter den Punkt.

## Österreich und die Schweiz
Deutsch wird in Deutschland, Österreich und in Teilen der Schweiz gesprochen. Somit gibt es nicht nur viele deutsche Dialekte, sondern auch mehrere Ausprägungen der Standardsprache, die sich in Vokabular, Grammatik, Aussprache und somit auch in der Orthographie leicht unterscheiden. Grundlage für den österreichischen Unterricht ist das österreichische Wörterbuch.
Österreichische Wörter, die in der bundesdeutschen Schriftsprache nicht existieren, bezeichnet man als Austriazismen, so heißt es in Österreich z. B. Marillen, Ribiseln, Obers, Topfen, Schwammerl und Jänner statt Aprikosen, Johannisbeeren, Sahne, Quark, Pilz und Januar. Weitere Wörter haben ein unterschiedliches Geschlecht (z. B. der Gehalt statt das Gehalt für das Einkommen, der Zeck statt die Zecke).
Schweizer Wörter, die in der bundesdeutschen Schriftsprache nicht existieren, heißen Helvetismen. Die Schweizer Orthographie kennt kein scharfes s, orientiert sich aber ansonsten an den Regeln der Rechtschreibreform vom 1. August 2006.

## Orthographie deutscher Dialekte
Für die deutschen Dialekte existieren zum Teil eigene Regeln wie etwa diejenigen nach Sass für (West-)Niederdeutsch (1935/56), die Dieth-Schreibung für Schweizerdeutsch (1938) oder Orthal für Elsässisch (2003).

## Soziale Faktoren für die Orthographievereinheitlichung
Laut dem Linguisten Klaus J. Mattheier ist das Bildungsbürgertum Träger der gesellschaftlichen Entwicklungen am Ende des 18. und im Verlauf des 19. Jahrhunderts. Diese Schicht der Bevölkerung gewann an Einfluss, und sie wirkte somit stark sozialhistorisch. Die Sprache avancierte zum Sozialsymbol der bürgerlichen Gesellschaft. Durch sie wurde das Bildungsbürgertum als eine Gruppe definiert. Dies beinhaltete die Möglichkeit der Abgrenzung gegenüber unter dem Bürgertum stehenden Schichten und gegenüber dem niederen Adel. Die Bürger hoben sich zeitweise von diesen anderen gesellschaftlichen Gruppen durch ihre Sprachlichkeit, kommunikative Kompetenz und eine eigene Sprachvarietät, die sie schriftlich und mündlich gebrauchten, ab. Durch das Prestige des Bürgertums und dieser Varietät imitierten andere Bevölkerungsschichten die Sprache und Benimmformen des Bürgertums, was unter anderem für die Ausbreitung verantwortlich war.
Am Ende des 19. Jahrhunderts zählten laut Mattheier nicht mehr die Werte der vorherigen Jahrhunderte. Adelsprivilegien und Landwirtschaft galten als nichtig. Was nun zählte, war Besitz und Bildung. Gebildete waren Träger der Gesellschaft; sie hatten die anerkanntesten Positionen inne. Viele von ihnen stiegen von der Tätigkeit als Schriftsteller, Journalist, Hauslehrer oder Theologe sozial auf in die Positionen von Pfarrern, Professoren, Lehrern an höheren Schulen oder Rechtskundigen, oder sie kamen sogar in hohe Verwaltungspositionen; legitimiert waren sie dazu durch ihr Wissen.
Allmählich wurden Zugangsvoraussetzungen für bestimmte Positionen geschaffen, die die Bildungsbürger meist eher erfüllten als Adelige. So wurde zum Beispiel für den Eintritt in eine preußische Offizierslaufbahn die Primarreife an einem preußischen Gymnasium gefordert.
Im 19. Jahrhundert war das Bildungsbürgertum folglich faktisch Funktionselite. Zudem führt Mattheier an, dass diese gesellschaftliche Schicht durch die Aufklärung und zusätzlich durch eine philosophisch-ästhetische und pädagogische Überhöhung eine ideologische Aufwertung erfahren hat. Dazu kam die staatliche Zersplitterung des deutschen Sprachgebiets. Das Ideal der Kulturnation entwickelte sich, welches ebenfalls vom Bürgertum mit seinem literarisch-ästhetischen Anspruch, der sich auf die Klassik und somit unter anderem auf Goethe stützte, getragen wurde. Dieses Ideal konnte nur durch eine standardisierte deutsche Hochsprache durchgesetzt werden. Die Sprachvarietät des Bildungsbürgertums diente hier als Leitbild.
Die Imitation durch die anderen Schichten führte jedoch dazu, dass die neu geschaffenen Grenzen durchlässiger wurden. Die Standardsprache avancierte vom Sozialsymbol der Bildungsbürger zum Nationalsymbol aller Deutschsprechenden. Für den Prozess der vollständigen Durchsetzung der Standardsprache macht Mattheier den Prozess der Popularisierung und der Pädagogisierung verantwortlich. Popularisierung versteht sich als die eben schon genannte Ausbreitung und die Verdrängung aller konkurrierenden Varietäten. Pädagogisierung meint hier, dass sie in allen Schultypen vermittelt wird.

### Popularisierung der deutschen Standardsprache
Im Prozess der Popularisierung der deutschen Standardsprache wurden alle anderen Varietäten stigmatisiert. Dialekte wurden negativ bewertet und galten als Zeichen der Rückständigkeit. Besonders stark erfolgte die Stigmatisierung in Mittel- und Norddeutschland. Dialekt wurde in Verbindung mit Bäuerlichkeit oder Arbeiterschaft und mangelnder Bildung gebracht. Diese Stigmatisierung ist auch heute, gerade deswegen, noch vorhanden.
Der Prozess der Standardherausbildung vollzog sich im Zusammenhang mit einer Institutionalisierung. Theater, öffentliche Verwaltungen und parlamentarische Institutionen begannen schon früh wegen ihrer überregionalen Funktion mit einer Standardisierung.
Die Entwicklung der Sprachstandardisierung umfasste sogar den neuentstandenen vierten Stand – den der Arbeiter. Für Mitglieder der sozialdemokratischen Arbeiterpartei wurden intensive Rednerschulungen geschaffen.

### Pädagogisierung der deutschen Standardsprache
Im 19. Jahrhundert erfuhr das Deutsche eine Aufwertung. Es wurde als selbstständiges Fach in der Schule eingeführt. Techniken wie Lesen und Schreiben wurden jetzt gezielt unterrichtet, ebenso Textsorten. Die Schüler lernten nach dem Ideal der Klassik unter anderem Reden, Briefe und Verwaltungstexte in einer standardsprachlichen Form zu produzieren. Hochsprachliche Literatur wurde dabei kanonisiert und zum Lerngegenstand gemacht. Die Standardsprache wurde instrumentalisiert und dialektale Sprache in der Schule verdrängt. Orthographische Regeln wurden ausgebaut, vereinheitlicht und verfestigt. Verstöße wurden zunehmend sanktioniert.

### Frühere Verwendung bestimmter Buchstaben
- J
- U, V, W
- Y

### Bedeutende Personen der deutschen Orthographiegeschichte
- 15./16. Jh.: Niklas von Wyle, Heinrich Steinhöwel
- 17. Jh.: Justus Georg Schottel, Philipp von Zesen
- 18. Jh.: Johann Christoph Gottsched, Johann Christoph Adelung, Carl Friedrich Aichinger
- 19. Jh.: Johann Christian August Heyse, Jacob Grimm, Karl Weinhold, Rudolf von Raumer, Konrad Duden, Wilhelm Wilmanns
- 20. Jh.: Eugen Wüster, Gerhard Augst, Horst Haider Munske, Peter Eisenberg, andere Mitglieder der Zwischenstaatlichen Kommission

### Allgemein
- Regeln für die deutsche Rechtschreibung nebst Wörterverzeichnis, Herausgegeben im Auftrage des Königlich Preußischen Ministeriums der geistlichen, Unterrichts- und Medizinal-Angelegenheiten, neue Bearbeitung, Weidmannsche Buchhandlung, Berlin 1907, Druck von G. Bernstein, Berlin SW.[23]
- Gerhard Augst (Hrsg.): Rechtschreibliteratur. Bibliographie zur wissenschaftlichen Literatur über die Rechtschreibung und die Rechtschreibreform der neuhochdeutschen Standardsprache, erschienen von 1900 bis 1990. Lang, Frankfurt am Main u. a. 1992, ISBN 3-631-44659-4.
- Johannes Meyer: Die Abweichungen der neuen von der alten Rechtschreibung nebst Übungsaufgaben, Diktaten und einem Wörterverzeichnis. Für den Schul- und Selbstunterricht bearbeitet … 6./7. Auflage. Verlag von Carl Meyer (Gustav Prior), Hannover/ Berlin 1902.
- Burckhard Garbe (Hrsg.): Die deutsche Rechtschreibung und ihre Reform 1722–1974. Niemeyer, Tübingen 1978, ISBN 3-484-10294-2. (Sammlung von Aufsätzen und Buchauszügen zur Geschichte der Rechtschreibung des Deutschen)
- Sally A. Johnson: Spelling Trouble? Language, Ideology and the Reform of Germany Orthography. Multilingual Matters, Clevedon 2005, ISBN 1-85359-784-8. (englisch)
- Ilpo Tapani Piirainen: Der Weg zur deutschen Rechtschreibreform von 1998. Zur Geschichte einer Kulturfertigkeit. (Memento vom 23. Juli 2011 im Webarchiv archive.today)
- Michael Schneider: Geschichte der deutschen Orthographie – unter besonderer Berücksichtigung der Entwicklung seit 1994. (PDF, 0,25 MB)
- Günther Thomé: Deutsche Orthographie: historisch – systematisch – didaktisch. Grundlagen der Wortschreibung. 2., verbess. Auflage. isb-Fachverlag, Oldenburg 2019, ISBN 978-3-942122-24-5.
- Bundesverfassungsgericht: Urteil vom 14. Juli 1998, - 1 BvR 1640/97 -.

### Orthographische Wörterbücher
- Konrad Duden: Orthographisches Wörterbuch der deutschen Sprache. Siebte Auflage. Bibliographisches Institut, Leipzig/ Wien 1902, OBV.
- Duden. Die deutsche Rechtschreibung. Das umfassende Standardwerk auf der Grundlage der neuen amtlichen Rechtschreibregeln. Herausgegeben von der Dudenredaktion. Bibliographisches Institut & F. A. Brockhaus, Mannheim u. a. 2006, ISBN 3-411-04014-9.
- Deutsche Rechtschreibung. Regeln und Wörterverzeichnis. Amtliche Regelung, 1. August 2006. Herausgegeben vom Rat für deutsche Rechtschreibung. Narr, Tübingen 2006, ISBN 3-8233-6270-4.
- Theodor Ickler: Normale deutsche Rechtschreibung. Sinnvoll schreiben, trennen, Zeichen setzen. 4., erweiterte Auflage. Leibniz-Verlag, St. Goar 2004, ISBN 3-931155-14-5.
- Lutz Mackensen: Deutsches Wörterbuch. Rechtschreibung, Grammatik, Stil, Worterklärungen, Abkürzungen, Aussprache, Geschichte des deutschen Wortschatzes. Unreformiert, undeformiert. 13. Auflage. Manuscriptum-Verlag, Waltrop 2006, ISBN 3-937801-08-1.